# レクシー・アリジャイ
レクシー・アリジャイ（英語: Lexii Alijai、1998年2月19日 - 2020年1月1日）は、アメリカ合衆国のラッパー、歌手、ソングライター。
本名はアレクシス・アリジャイ・リンチ。祖父はロジャー・トラウトマン。

## 生涯
アメリカ合衆国ミネソタ州セントポールにミュージシャンの子として生まれた。
しばらくコモパーク高等学校に通学したのちにミネソタ州のクリエイティブ・アーツ・セカンダリースクールに編入し、その後オンラインスクールに入学し、より音楽活動を行うために中退した。
デジュ・ローフや2パック、ドレイクなどのアーティストの人気曲のビートに載せたラップを始めた。
ホテルにてフェンタニルとエタノールの混合毒性が原因で21歳で死去した。

## ディスコグラフィー

### スタジオアルバム
- Growing Pains (2017)

### ミックステープ
- Super Sweet 16s (2014)[6]
- In the Meantime (2014)[6]
- Feel∙Less (2014)[6]
- Joseph's Coat (2015)[5]

### ゲスト出演
- Kehlani – "Jealous" from You Should Be Here (2015)[5]
- Kehlani – “Lexii’s Outro” from  It Was Good Until It Wasn’t (Album) (2020)

EP
• Come Back Soon (2021)